# Kabinett Tõnisson I

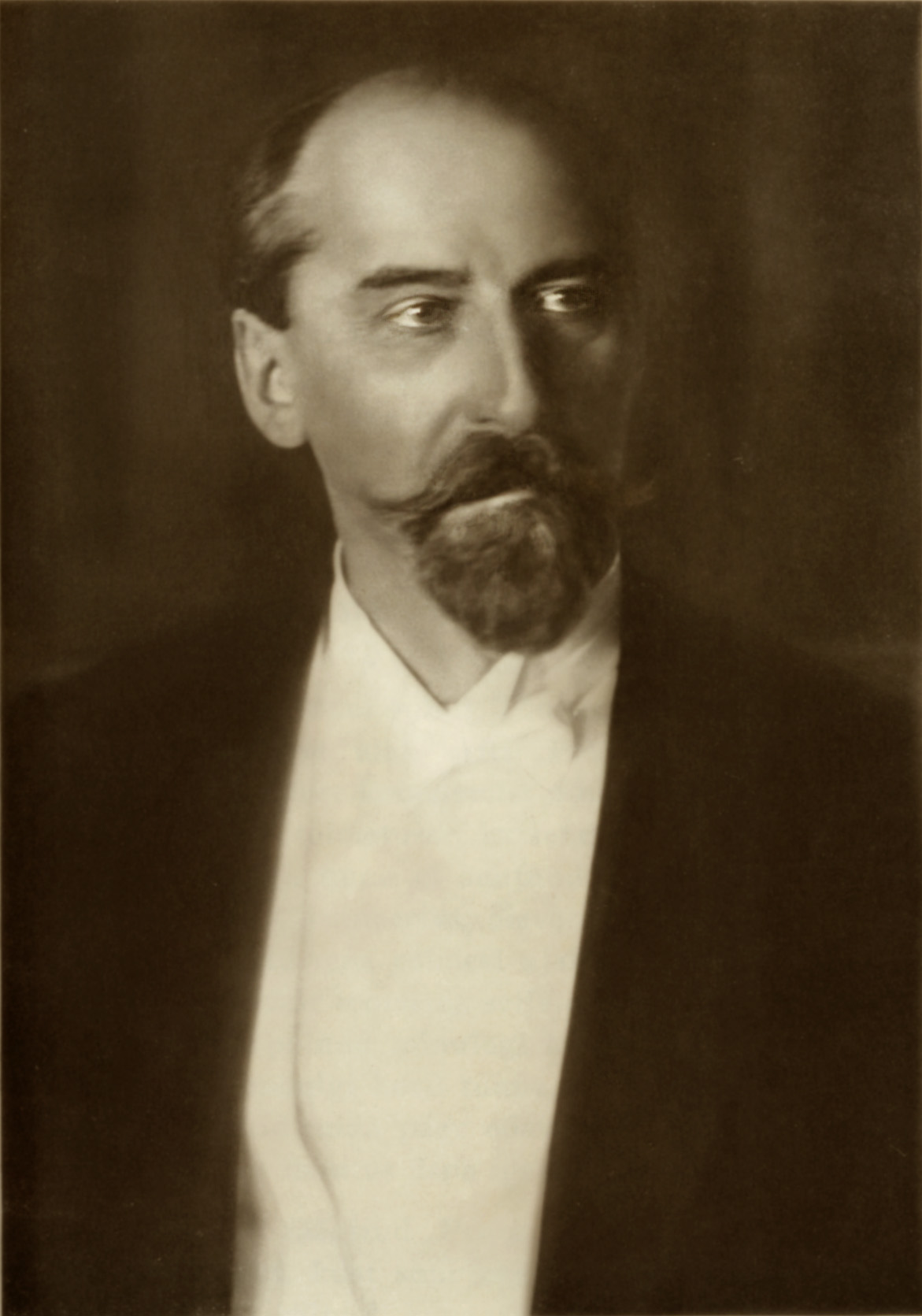
Jaan Tõnisson, hier in einer Aufnahme von 1928

Regierung der Republik Estland unter Ministerpräsident Jaan Tõnisson (Kabinett Tõnisson I). Amtszeit: 18. November 1919 bis 28. Juli 1920.

## Regierung
Die Regierung Tõnisson war nach offizieller Zählung die 5. Regierung der Republik Estland seit Ausrufung der staatlichen Unabhängigkeit 1918. Sie blieb 254 Tage im Amt.
Nach dem Scheitern der Regierung von Ministerpräsident Otto Strandman, versuchte Jaan Tõnisson, in der verfassungsgebenden Versammlung (Asutav Kogu) eine breitgefächerte Koalition zustande zu bringen. Seine Partner reichten von den rechten Nationalisten bis zu den estnischen Sozialisten. Die Drei-Parteien-Regierung bestand aus
- Eesti Rahvaerakond (Estnische Volkspartei, ER)
- Eesti Sotsiaaldemokraatlik Tööliste Partei (Estnische Sozialdemokratische Arbeiterpartei, ESDTP)
- Eesti Tööerakond (Estnische Arbeitspartei, ETE)

Der Wiederaufbau der estnischen Wirtschaft nach dem Ersten Weltkrieg und die Beendigung des „Estnischen Freiheitskriegs“ gegen Sowjetrussland waren die Hauptaufgaben der Regierung. Der Krieg konnte am 2. Februar 1920 mit dem Friedensvertrag von Tartu beendet werden. Aus ihm ging Estland als Sieger hervor. Sowjetrussland erkannte die Unabhängigkeit Estlands „auf alle Zeiten“ an, verpflichtete sich zur Rückgabe von Goldbeständen und Kulturgütern und musste Landstriche im Nordosten und Südosten Estlands an die junge Republik abtreten.
Am 1. Juli 1920 beschlossen die estnischen Sozialdemokraten, ihre Minister aus der Regierung abzuziehen. Damit brach die Regierungskoalition auseinander.

## Kabinett
| Ressort                        | Name                | Amtszeit                | Partei    |
| ------------------------------ | ------------------- | ----------------------- | --------- |
| Ministerpräsident              | Jaan Tõnisson       | 18.11.1919 – 28.07.1920 | ER        |
| Außenminister                  | Ado Birk            | 18.11.1919 – 28.07.1920 | ER        |
| Innenminister                  | Aleksander Hellat   | 18.11.1919 – 28.07.1920 | ESDTP     |
| Gerichtsminister               | Jüri Jaakson        | 18.11.1919 – 28.07.1920 | ER        |
| Kriegsminister                 | August Hanko        | 18.11.1919 – 28.07.1920 | parteilos |
| Finanzminister                 | Juhan Kukk          | 04.12.1928 – 09.07.1929 | ETE       |
| Handels- und Industrieminister | Nikolai Köstner     | 18.11.1919 – 15.04.1920 | ESDTP     |
| Landwirtschaftsminister        | Theodor Pool        | 18.11.1919 – 28.07.1920 | ETE       |
| Bildungsminister               | Konstantin Treffner | 18.11.1919 – 28.07.1920 | parteilos |
| Verkehrsminister               | Eduard Säkk         | 18.11.1919 – 28.07.1920 | ETE       |
| Arbeits- und Sozialminister    | Anton Palvadre      | 18.11.1919 – 28.07.1920 | ESDTP     |
| Ernährungsminister             | Jaan Kriisa         | 18.11.1919 – 28.07.1920 | ER        |